# 第49回全日本大学サッカー選手権大会
第49回全日本大学サッカー選手権大会は2000年11月11日から11月19日にかけて開催された全日本大学サッカー選手権大会である。中京大学が初優勝を果たした。

## 概要
9地域の代表15校と総理大臣杯全日本大学サッカートーナメント優勝校が参加した。
今大会では中京大学が、関東・関西勢以外からは初の優勝となった。

### 大会日程
- 2000年11月11日 - 1回戦
- 2000年11月12日 - 準々決勝
- 2000年11月16日 - 準決勝
- 2000年11月19日 - 決勝

### 開催競技場
- 西が丘サッカー場（準々決勝・準決勝・決勝）
- 検見川総合運動場（準々決勝）
- 柏サッカー場（準々決勝）
- 江戸川区陸上競技場（1回戦）
- 古河市サッカー場（1回戦）
- 秋津サッカー場（1回戦）
- 夢の島陸上競技場（1回戦）

## 出場大学
- 東海大学（総理大臣杯優勝・8年ぶり8回目）
- 札幌大学（北海道代表・4年ぶり28回目）
- 東北学院大学（東北代表・10年ぶり9回目）
- 筑波大学（関東第1代表・2年連続25回目）
- 東京学芸大学（関東第2代表・2年連続2回目）
- 中央大学（関東第3代表・2年ぶり22回目）
- 国士舘大学（関東第4代表・6年連続16回目）
- 福井工業大学（北信越代表・4年連続7回目）
- 中京大学（東海代表・3年ぶり23回目）
- 立命館大学（関西第1代表・3年ぶり3回目）
- 阪南大学（関西第2代表・3年連続6回目）
- 関西学院大学（関西第3代表・3年連続10回目）
- 福山大学（中国代表・初）
- 高知大学（四国代表・7年連続16回目）
- 福岡大学（九州第1代表・2年ぶり25回目）
- 日本文理大学（九州第2代表・初）

## 試合日程・結果

### 1回戦
| 2000年11月11日 |

| 筑波大学    | 2 - 1 | 日本文理大学 |
| 坂本 · 平川 |       | 靍田         |

| 江戸川区陸上競技場 |

| 2000年11月11日 |

| 福井工業大学 | 1 - 3 | 関西学院大学       |
| 西原         |       | 天野 · 藤井 · 山中 |

| 江戸川区陸上競技場 |

| 2000年11月11日 |

| 阪南大学 | 0 - 3 | 東海大学                |
|          |       | 迫田 · 大塚 (PK) · 吉谷 |

| 古河市サッカー場 |

| 2000年11月11日 |

| 札幌大学 | 1 - 3 | 立命館大学           |
| 後藤     |       | 井上 · 長谷川 · 藤田 |

| 古河市サッカー場 |

| 2000年11月11日 |

| 中央大学            | 4 - 2 | 東北学院大学 |
| 西川3 , · 宮沢 (PK) |       | 花渕 · 今野  |

| 秋津サッカー場 |

| 2000年11月11日 |

| 福山大学       | 3 - 4 | 国士舘大学        |
| 岩永 · 大坪2 , |       | 富田2 , · 白尾2 , |

| 秋津サッカー場 |

| 2000年11月11日 |

| 福岡大学 | 1 - 2 | 中京大学      |
| 波野     |       | 山崎光 · 江川 |

| 夢の島陸上競技場 |

| 2000年11月11日 |

| 高知大学       | 3 - 4 延長 | 東京学芸大学                |
| 野村2 , · 横山 |            | 本多 · 久保田 · 千田 · 岩政 |

| 夢の島陸上競技場 |

### 準々決勝
| 2000年11月12日 |

| 筑波大学 | 0 - 0 延長 (PK 4-1) | 関西学院大学 |
|          |                     |              |

| 西が丘サッカー場 |

| 2000年11月12日 |

| 東海大学            | 2 - 1 延長 | 立命館大学 |
| 関根 · 迫田 延後6分 |            | 井上 (PK)  |

| 西が丘サッカー場 |

| 2000年11月12日 |

| 中央大学 | 1 - 3 | 国士舘大学         |
| 宮沢     |       | 宮地 · 藤井 · 田中 |

| 検見川総合運動場 |

| 2000年11月12日 |

| 中京大学 | 1 - 1 延長 (PK 5-4) | 東京学芸大学 |
| 山崎光   |                     | 堀之内       |

| 柏サッカー場 |

### 準決勝
| 2000年11月16日 |

| 筑波大学 | 1 - 0 | 東海大学 |
| 羽山     |       |          |

| 西が丘サッカー場 |

| 2000年11月16日 |

| 国士舘大学          | 2 - 4 | 中京大学                                  |
| オウンゴール · 白尾 |       | 田村 後20分 · 山崎光 後27分 · 末岡 · 楽山 |

| 西が丘サッカー場 |

### 決勝
| 2000年11月19日 |

| 筑波大学 | 1 - 2 | 中京大学           |
| 曽田     |       | 江川 後36分 · 園田 |

| 西が丘サッカー場 |

## 最終結果
| 第49回全日本大学サッカー選手権大会 優勝チーム |
| --------------------------------------------- |
| 中京大学 初                                   |

### 表彰

#### 最優秀選手賞
- 山崎光太郎（中京大学）

## 主な出場選手
- 中村元（筑波大学）
- 平川忠亮（筑波大学）
- 吉川京輔（筑波大学）
- 石川竜也（筑波大学）
- 小林宏之（筑波大学）
- 羽生直剛（筑波大学）
- 渡辺隆正（筑波大学）
- 羽山拓巳（筑波大学）
- 曽田雄志（筑波大学）
- 岩政大樹（東京学芸大学）
- 堀之内聖（東京学芸大学）
- 本多進司（東京学芸大学）
- 西村卓朗（国士舘大学）
- 山根伸泉（国士舘大学）
- 白尾秀人（国士舘大学）
- 西川吉英（中央大学）
- 宮沢正史（中央大学）
- 山岸範宏（中京大学）
- 園田勇一（中京大学）
- 山崎光太郎（中京大学）
- 末岡龍二（中京大学）
- 楽山孝志（中京大学）
- 影山貴志（阪南大学）
- 大坪博和（福山大学）
- 坪井慶介（福岡大学）
- 吉本岳史（福岡大学）